# Dictionnaire des rues
Un dictionnaire des rues  est un ouvrage de référence qui donne — pour chaque voie de la commune concernée — des informations sur la toponymie, l'histoire, les habitations intéressantes du point de vue historique ou architectural, etc.
Les dictionnaires de rues existent depuis deux siècles et concernent de très nombreuses villes dans le monde.

## Historique
En France, plusieurs dictionnaires de rues ont été publiés dès le début du XIXe siècle, notamment ; par exemple :
- à Paris en 1816 : Jean de la Tynna, Dictionnaire topographique, historique et étymologique, des rues de Paris[1] ;
- à Rouen  en 1819 : Pierre Périaux, Dictionnaire indicateur des rues et places de Rouen[2] ;
- à Lyon en 1838 : Claude Bréghot du Lut, Dictionnaire des rues, places, passages, quais, ponts et ports de la ville de Lyon[3] ;
- à Avignon en 1857 : Paul Achard, Guide du voyageur, ou Dictionnaire historique des rues et des places publiques d'Avignon[4],[a].

## Appellations
Le titre de ce type de dictionnaire est généralement Dictionnaire des rues de.... On rencontre également l'expression Dictionnaire historique des rues de ...
.

## Objet et intérêt
Un dictionnaire de rues regroupe généralement l'exhaustivité des voies de la commune, comme celui de la commune d'Angers qui est mis en ligne en 2019 par le service des archives de la commune : il décrit les 1 515 voies que comprend la commune. Pour chaque voie, il en évoque l'histoire et la personnalité, l'événement, le bâtiment ou le lieu-dit ancien auquel elle fait référence. En cela, il est beaucoup plus complet qu'une simple « liste des rues ».
Les sources principales d'informations sont souvent les délibérations des conseils municipaux qui ont décidé de donner les noms aux voies de la commune. C'est le cas par exemple du Dictionnaire des rues de Blois de  Pascal Nourrisson, publié en 2003 avec les délibérations municipales ou encore du Dictionnaire des rues de Limoges de Lucas Destrem, préfacé par l'historien Laurent Bourdelas. Ce dictionnaire est rédigé à partir du contenu des comptes rendus des réunions du conseil municipal. Il précise l'origine des noms d'une sélection des 1 800 rues de la commune et tout ce qui leur est lié : personnalités, monuments, anecdotes, etc..
La connaissance de ces informations (origine, délibérations, anecdotes...) permet de mieux connaître la commune et la vie de ses habitants. C'est ce que Marc Dupuis écrit dans son introduction au Dictionnaire des noms de rues de Romorantin-Lanthenay paru en 2013 : « La rue, c'est la vie ! D'ailleurs, ne nomme-t-on pas « artères » les principaux axes d'une ville ? Elles réunissent deux points ou carrefours, mais aussi et surtout les gens qui y vivent ».
De même Hervé Chabannes dans son Dictionnaire historique des rues du Havre publié en 2011 écrit : « Écrire l’histoire des rues d’une cité, c’est bien sûr une façon indirecte d'écrire son histoire urbaine et monumentale mais c’est aussi écrire son histoire politique, économique, scientifique, culturelle et militaire, dont le nom des rues sont souvent le reflet fidèle ».
Dans l'introduction de l'ouvrage Dictionnaire des rues de Limoges de Lucas Destrem, paru aux Éditions Mon Limousin, l'historien Laurent Bourdelas écrit : « […} la dénomination des rues offre la transmission officielle, citoyenne, historique et contribue à tracer le portrait d’une ville et des édiles qui l’ont dirigée ».

## L'exemple de Paris
À Paris, les dictionnaires se succèdent depuis deux siècles, notamment :
- Jean de la Tynna publie en 1816 le Dictionnaire topographique, historique et étymologique, des rues de Paris[1] ;
- Félix Lazare publie en 1844 le Dictionnaire administratif et historique des rues de Paris et de ses monuments. Ce dictionnaire répertorie de manière exhaustive les voies publiques de Paris ainsi qu'un grand nombre de monuments et lieux-dits ;
- Edmond Renaudin publie en 1867 le Dictionnaire des rues, quais, avenues, boulevards, passages, places, carrefours, etc.[11] ;
- Marc de Rossieny publie en 1873 le Dictionnaire des rues de Paris, éditions E. Dentu, 1873[12] ;
- Jacques Hillairet, l'historien spécialiste de Paris, publie en 1960 le Dictionnaire historique des rues de Paris. Ce dictionnaire répertorie en deux tomes l'histoire de 5 334 rues de la commune ;
- Bernard Stéphane publie en 1978 le Dictionnaire des noms de rues de Paris, éditions Mengès  (ISBN 978-2-85620-018-6).

## Pour approfondir